# العلاقات البوتانية الفنزويلية
العلاقات البوتانية الفنزويلية هي العلاقات الثنائية التي تجمع بين بوتان وفنزويلا.

## مقارنة بين البلدين
هذه مقارنة عامة ومرجعية للدولتين:
| وجه المقارنة                                              | بوتان          | فنزويلا                                  |
| --------------------------------------------------------- | -------------- | ---------------------------------------- |
| المساحة (كم2)                                             | 38.39 ألف      | 916.45 ألف                               |
| عدد السكان (نسمة)                                         | 807.61 ألف     | 28.87 مليون                              |
| الكثافة السكانية (ن./كم²)                                 | 21.04          | 31.5                                     |
| العاصمة                                                   | تيمفو          | كاراكاس                                  |
| اللغة الرسمية                                             | لغة دزونكا     | اللغة الإسبانية، لغة الإشارة الفنزويلية ‏ |
| العملة                                                    | نغولترم بوتاني | بوليفار فنزويلي                          |
| الناتج المحلي الإجمالي (بليون دولار)                      | 2.51 مليار     | 482.36 مليار                             |
| الناتج المحلي الإجمالي (تعادل القوة الشرائية) بليون دولار | 6.49 مليار     |                                          |
| الناتج المحلي الإجمالي الاسمي للفرد دولار أمريكي          | 2.66 ألف       |                                          |
| الناتج المحلي الإجمالي للفرد دولار أمريكي                 | 7.82 ألف       |                                          |
| مؤشر التنمية البشرية                                      | 0.605          | 0.762                                    |
| رمز المكالمات الدولي                                      | +975           | +58                                      |
| رمز الإنترنت                                              | .bt            | .ve                                      |
| المنطقة الزمنية                                           | ت ع م+06:00    | 00                                       |

## منظمات دولية مشتركة
يشترك البلدان في عضوية مجموعة من المنظمات الدولية، منها:
| علم المنظمة | اسم المنظمة                        | تاريخ انضمام بوتان | تاريخ انضمام فنزويلا |
| ----------- | ---------------------------------- | ------------------ | -------------------- |
|             | وكالة ضمان الاستثمار متعدد الأطراف | 21 أكتوبر 2014     | 9 مايو 1994          |
|             | منظمة الشرطة الجنائية الدولية      | ?                  | ?                    |
|             | منظمة حظر الأسلحة الكيميائية       | ?                  | ?                    |
|             | الأمم المتحدة                      | 21 سبتمبر 1971     | 15 نوفمبر 1945       |
|             | مؤسسة التمويل الدولية              | 1 ديسمبر 2003      | 28 ديسمبر 1956       |
|             | يونسكو                             | 13 أبريل 1982      | 25 نوفمبر 1946       |
|             | البنك الدولي للإنشاء والتعمير      | 28 سبتمبر 1981     | 30 ديسمبر 1946       |
|             | الاتحاد البريدي العالمي            | ?                  | ?                    |
|             | الاتحاد الدولي للاتصالات           | 15 سبتمبر 1988     | 13 أغسطس 1920        |

## وصلات خارجية
- موقع وزارة الخارجية البوتانية
- موقع وزارة الخارجية الفنزويلية